# Ćaturaśrama
Ćaturaśrama (dewanagari, trl. caturāśrama) – cztery etapy życia w hinduistycznym systemie społecznym. To porządki życia duchowego
osób pochodzących z jednej z trzech wyższych warn (klas, stanów społecznych).

## Etymologia
Sanskryckie słowo aśrama wywodzone jest od rdzenia śram posiadającego znaczenia męczyć się, umartwiać.

## Podział
Cztery aśramy to kolejno następujące w życiu hinduisty – szczególnie bramina etapy:
- brahmaćarja – etap intensywnych studiów pism wedyjskich (nauka od guru)
- gryhastha – etap życia rodzinnego
- wanaprastha – etap wyrzeczenia się związków rodzinnych, pielgrzymowania lub przebywania w pustelni
- sannjasa – etap porzucenia wszelkiej własności, oddania się na łaskę Boga i ludzi, podróżowania i nauczania o Absolucie.

Czterem etapom życia przypisać można
cztery rodzaje pism religijnych hinduizmu. Odpowiednio byłyby to:

sanhity – brahmany – aranjaki – upaniszady.